# 24 Ore di Le Mans 1968
La 24 Ore di Le Mans 1968 è stata il 36º Grand Prix d'Endurance e si è svolta il 28 e 29 settembre 1968. È stata la decima e ultima gara del Campionato internazionale Marche di quell'anno.
Originariamente prevista per il 15 e 16 giugno, la competizione fu rimandata fino a settembre a causa degli scioperi operai in Francia. Il ritardo nello svolgimento aumentò le possibilità di vittoria dei Prototipi contro le Vetture Sport in quanto i primi, introdotti in quell'anno, erano stati ulteriormente sviluppati durante la stagione.

## Contesto
Prima della gara del 1968 furono apportate modifiche al tracciato nel tratto che portava da Maison Blanche al rettilineo dei box: tali modifiche includevano la creazione della prima Chicane Ford, realizzata come misura di sicurezza allo scopo di diminuire la velocità delle vetture lungo lo stretto rettilineo dei box, che allora era ancora privo di una qualsiasi separazione tra le vetture in corsa e la pit-lane. Tali modifiche, finanziate dalla Ford (da cui il nome), aumentarono il tempo sul giro di circa dieci secondi e il logoramento di freni e trasmissioni.

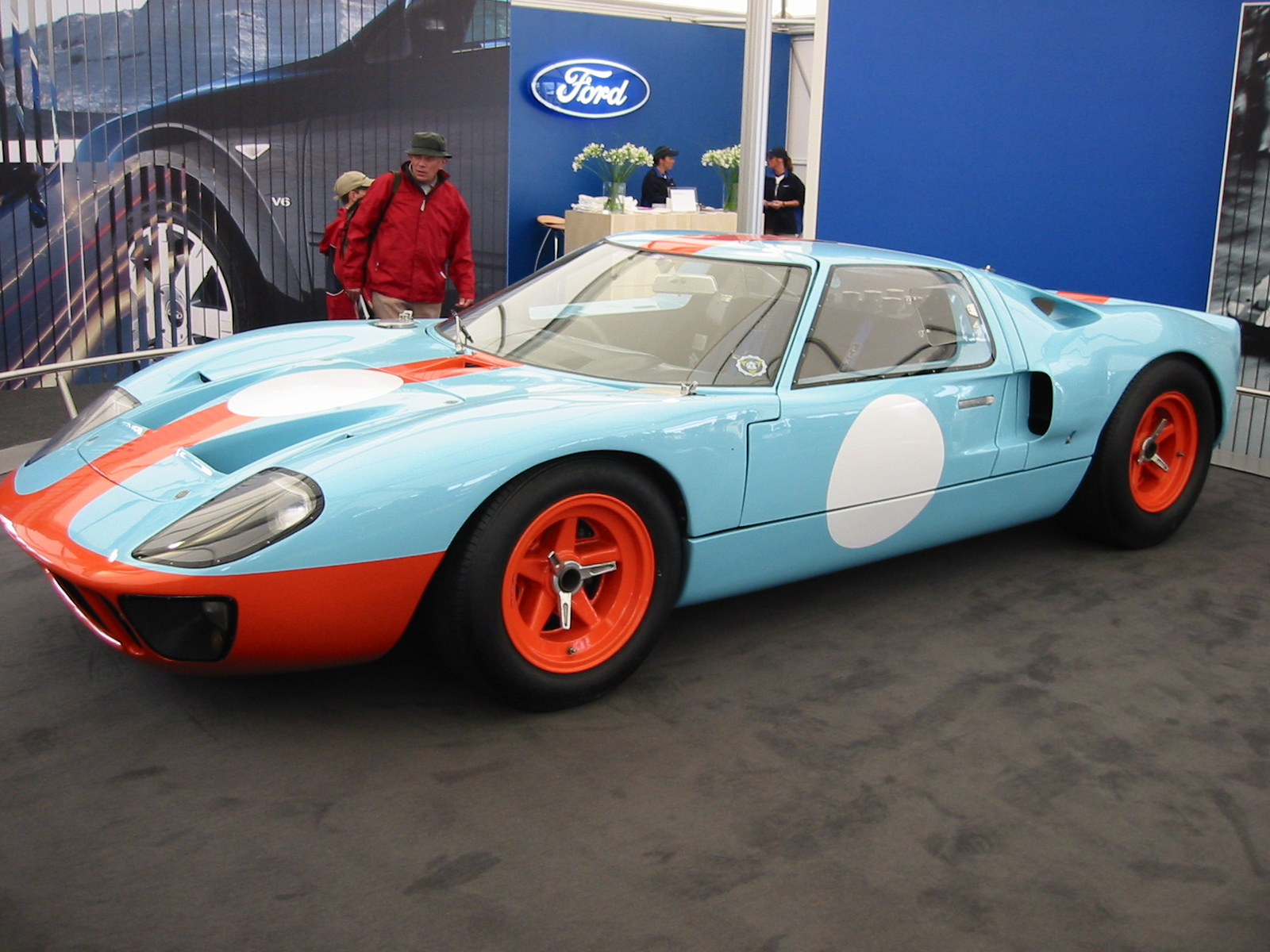
La Ford GT40 in livrea Gulf Oil

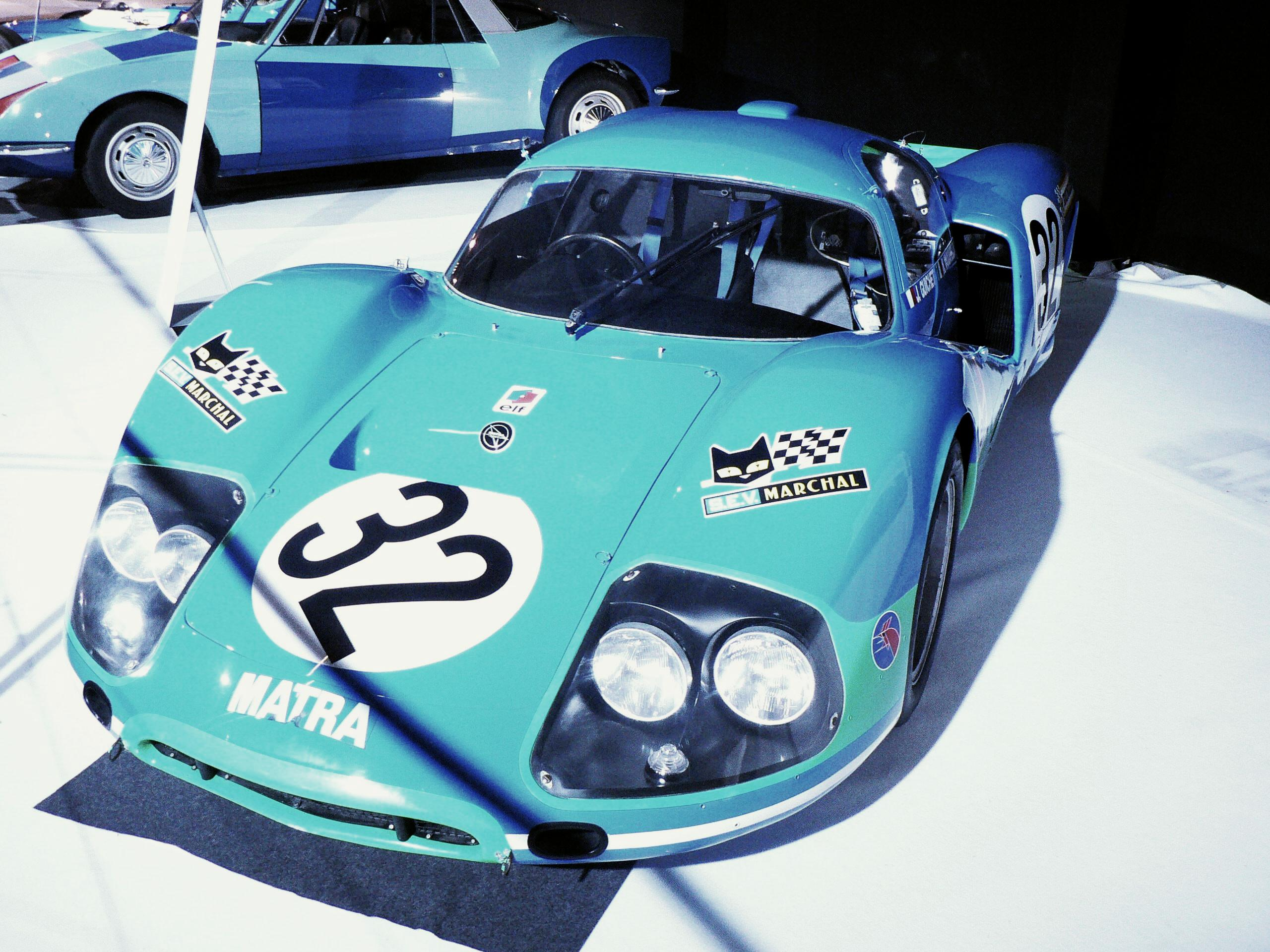
La Matra MS630

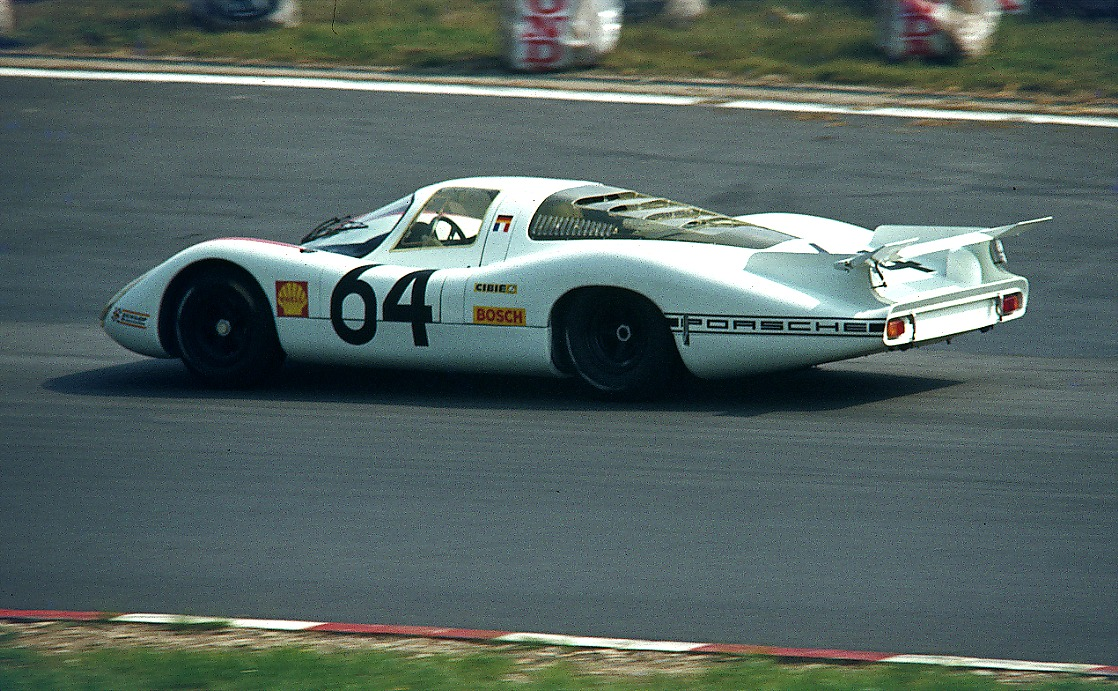
La Porsche 908 coupé

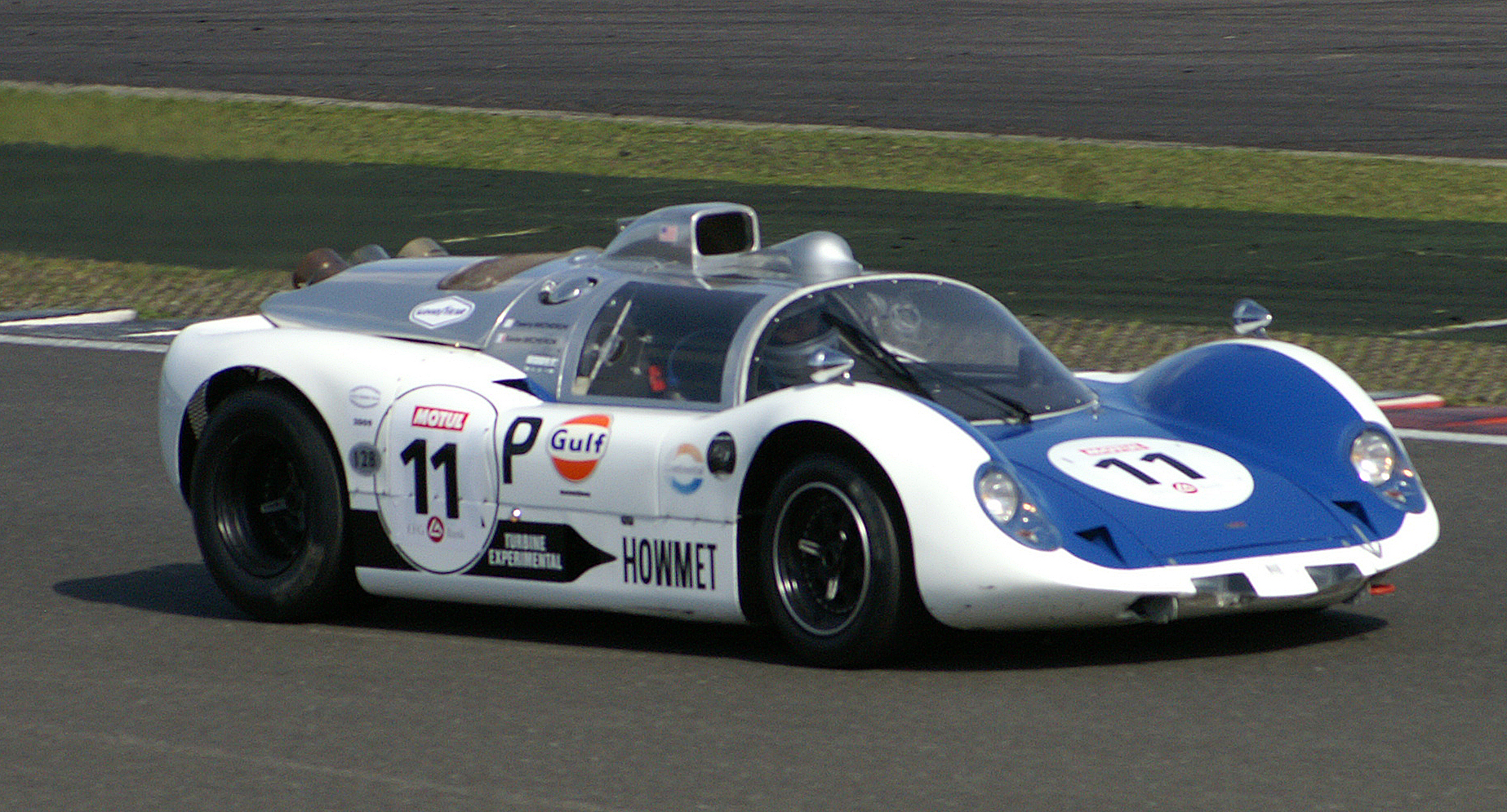
La Howmet TX

Nel 1968 i regolamenti tecnici delle gare per Vetture Prototipo furono modificati allo scopo di ridurre le velocità e aumentare la sicurezza. A somiglianza della Formula 1 fu imposto l'uso di motori di 3 litri di cilindrata, allo scopo di ridurre i costi mediante l'uso di motori simili per le due categorie. Perciò i prototipi spinti da motori con cilindrata maggiore di 3 litri furono banditi dal Campionato Mondiale e da Le Mans, segnando così la fine della carriera delle Ford GT40 MkII e MkIV dotate dei motori Big Block da 7 litri e delle Chaparral motorizzate Chevrolet.
Le automobili spinte da motori fino a 5 litri furono ancora ammesse nella categoria Vetture Sport, il Gruppo 4, purché prodotte in almeno 50 esemplari. Tale norma rimetteva in gioco le vecchie Sport ancora in mano ai privati, come le Ford GT40 MkI, le Lola T70 e le Ferrari 250 LM contrapposte ai Prototipi spinti da sofisticati motori 3 litri schierati dai team ufficiali.
Enzo Ferrari era contrariato dal fatto di dover chiudere in un museo le sue competitive P4 con motori da 4 litri e perciò si rifiutò di partecipare alla gara nonostante avesse già disponibile il motore 3 litri delle sue F1 per poter allestire un prototipo: l'anno successivo avrebbe cambiato idea.
Anche John Wyer dovette rinunciare alla sua Mirage M1 da 5,7 litri derivata dalla Ford GT40. Wyer decise allora di riconvertire la sua M1 in una GT40, apportandole le modifiche richieste per l'omologazione pur mantenendo molte delle caratteristiche peculiari della sua creatura. Infatti la M1 era molto più leggera della GT40 grazie all'uso di materiali tecnologicamente avanzati e anche la GT40 della JWAE ne faceva uso. Sempre sponsorizzato dalla Gulf Oil, Wyer iscrisse 3 vetture alla gara, ma il team navigava in cattive acque: il suo miglior pilota, Jacky Ickx, s'era rotto una gamba nelle prove del GP del Canada e Brian Redman pativa ancora i postumi dell'incidente al Gp del Belgio a Spa.
I concorrenti più accreditati per la vittoria erano le GT40 di Wyer e i nuovi prototipi 3 litri Matra MS630, Alpine A220 e Porsche 908. Le nuove Alfa Romeo Tipo 33/2 da 2 litri giocavano il ruolo di outsider.
Il motore V8 Renault-Gordini che spingeva le Alpine A220 non era competitivo, in quanto forniva solo 300 CV; il motore boxer 8 cilindri raffreddato ad aria che equipaggiava la Porsche 908 aveva 350 CV, ma appariva comunque sottopotenziato rispetto al nuovo Matra V12, ma la vettura tedesca era leggera, aveva una carrozzeria filante e la velocità di punta più alta. Questo, insieme all'esperienza maturata negli anni precedenti, faceva sì che con le sue quattro vetture ufficiali iscritte la Porsche fosse la squadra da battere.
Con la Scuderia Ferrari che si opponeva ai nuovi regolamenti, la Casa del Cavallino Rampante era rappresentata solo dai privati: la migliore Ferrari era la 250 LM verde iscritta da David Piper nella categoria Sport, una vettura obsoleta, sebbene profondamente aggiornata e dotata di una carrozzeria alleggerita fatta quasi interamente di poliestere e fibra di vetro anziché di alluminio.
Tra i prototipi fino a 3 litri furono iscritte anche due Howmet TX, vetture americane spinte da motori a turbina di derivazione elicotteristica.

## La gara

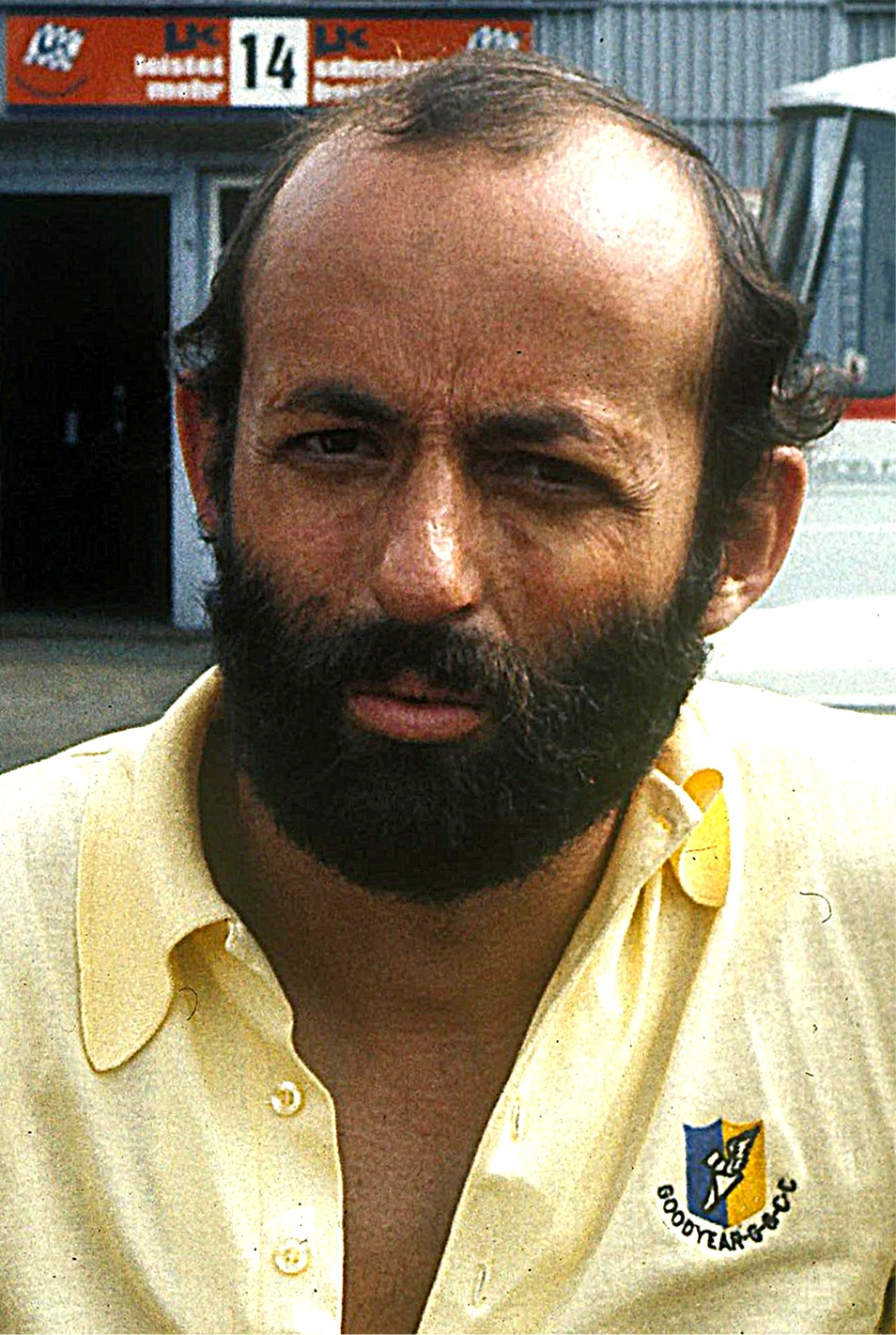
Henry Pescarolo in una foto del 1973

Il via fu dato alle 15 dal presidente della Fiat Gianni Agnelli sotto un cielo plumbeo con l'asfalto umido e con le squadre di punta incerte fino all'ultimo momento se montare pneumatici da asciutto o da bagnato.
Le quattro Porsche scattarono in testa e, grazie agli pneumatici intermedi o da asciutto che avevano rispettivamente montato, guadagnarono subito un certo margine e furono seguite dalle tre auto di Wyer che, dopo i primi giri in rimonta in seguito a una partenza non brillante con gomme da bagnato, si portarono al 5º, 6º e 7º posto, mentre Willy Mairesse con la sua GT40 gialla si ritirava per un incidente al primo giro lungo l'Hunaudières causato da una portiera chiusa male: auto distrutta e pilota gravemente ferito poiché non indossava correttamente le cinture. Jo Siffert prese il comando al quarto giro, seguito da Rolf Stommelen, Vic Elford e da Joe Buzzetta, impegnato nella lotta con le GT40 dopo un "lungo" alla curva Mulsanne.
Alle 17 Siffert era ancora al comando, ma ora le due Gulf-GT40 di Rodrìguez e David Hobbs seguivano Elford nello stesso giro, mentre alle loro spalle c'erano Buzzetta, l'Alpine A220 di Guichet/Jabouille, la Ferrari 250 LM di Masten Gregory iscritta dalla NART, dall'Alfa Romeo Tipo 33/2 di Giunti/Galli e dalla Matra MS630 di Henri Pescarolo al 9º posto. Quest'ultimo pilota fu protagonista di una grande prestazione con la sua nuova Matra 630. Attardato a inizio gara da problemi meccanici che l'avevano relegato al 14º posto, il francese riportò la sua auto ai piani alti della classifica sotto una pioggia battente nonostante la rottura del tergicristallo e il rifiuto del suo compagno di equipaggio Johnny Servoz-Gavin di guidare l'auto in quelle condizioni.

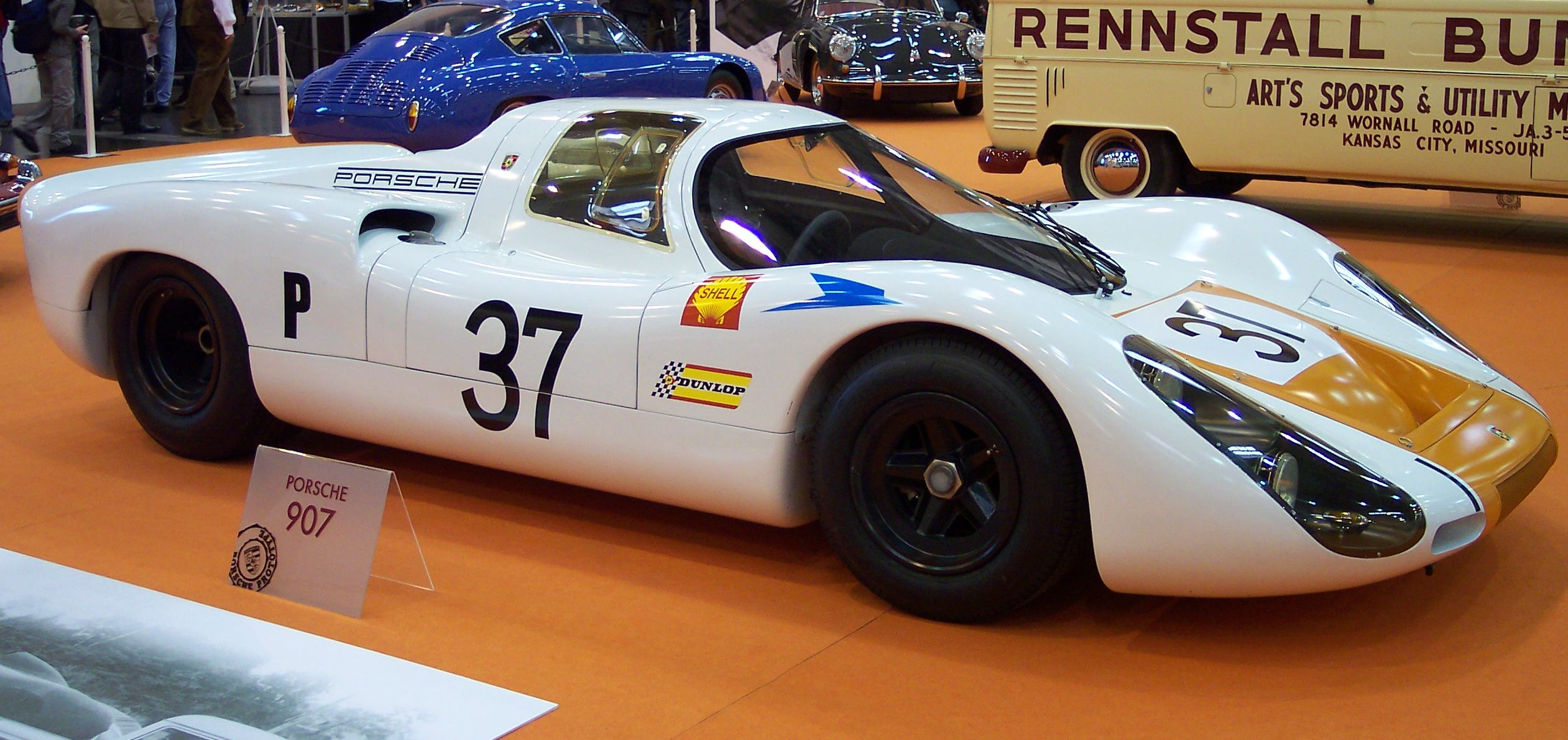
La Porsche 907

In seguito una serie di problemi di gioventù di natura elettrica rallentarono le nuove Porsche 908 e addirittura ci furono casi di squalifica in quanto la nuova direzione della squadra non aveva ben compreso le regole in merito alle riparazioni. Una delle vetture di Wyer si ritirò alle 17 con la frizione fuori uso e un'altra col motore rotto abbandonò la gara alle 22.

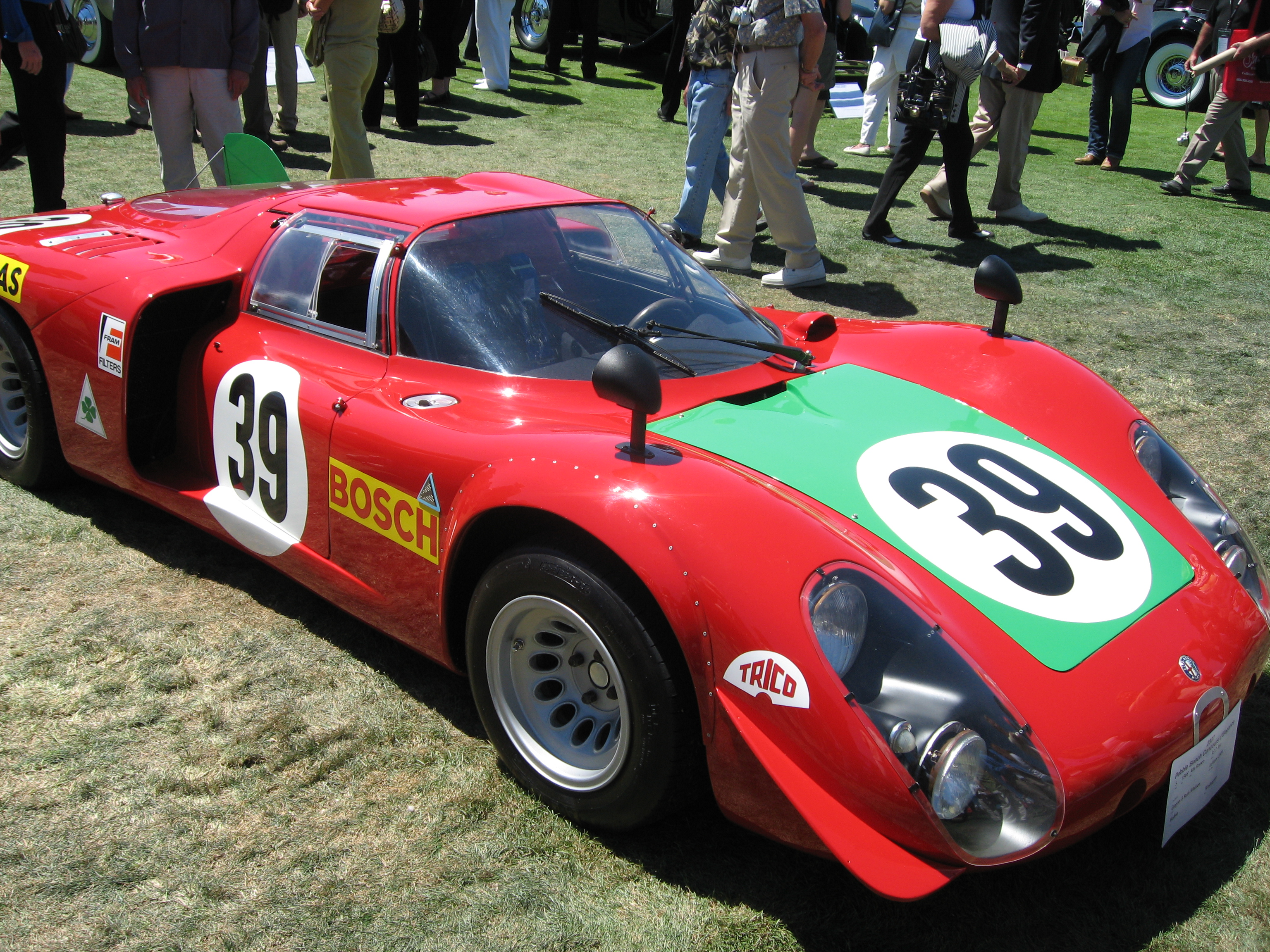
L'Alfa Romeo 33/2

A mezzanotte l'unica vettura superstite della JWAE era al comando con solo due giri di vantaggio sulla Matra di Pescarolo, seguita dalla Alfa Romeo di Giunti/Galli, mentre l'unica Porsche 908 superstite, quella di Neerpasch/Stommelen era in forte recupero dopo essere scesa al 9º posto e alle 2 fu di nuovo 4ª.
Alle 2.30 ricominciò il diluvio e furono molti i concorrenti a farne le spese: una ventina di loro uscirono di pista durante la notte e quando all'alba il temporale cessò, alle spalle dei leader sulla Gulf GT40 ora l'Alfa Romeo precedeva la Matra, mentre la Porsche 907 privata della scuderia elvetica Squadra Tartaruga aveva sopravanzato la 908 ufficiale.
Alle 9 la Matra di Pescarolo, di nuovo al secondo posto, era staccata di sei giri e rimontava, seguita dall'Alfa Romeo nº 39 (nello stesso giro), dalle due Porsche, dalla Alpine A220 di Mauro Bianchi (fratello di Lucien che guidava la gara) e Patrick Depailler, dalle altre due Alfa Romeo superstiti, dalla Ferrari nº 21 di David Piper al 9º posto, dalla Porsche 910 di classe 2 litri e da altre due Alpine.
A quattro ore dal termine Mauro Bianchi distrusse la sua Alpine in un incidente, restando seriamente ustionato, e molti transitarono sui detriti: anche la Matra fu tra questi e la sua tenace rimonta venne vanificata dall'esplosione di uno pneumatico lungo l'Hunaudières con conseguente principio d'incendio sulla vettura.
La vittoria arrise all'equipaggio Lucien Bianchi/Pedro Rodríguez alla guida della GT40 della JWAE. La migliore Porsche fu la 907 privata, seguita dalla 908 ufficiale. Da segnalare la prestazione dell'Alfa Romeo, in grado di portare al traguardo tre su quattro delle sue 33/2, con Nanni Galli e Ignazio Giunti al quarto posto assoluto e vincitori della classe Prototipi fino a 2 litri, seguiti dai compagni di squadra al 5º e 6º posto assoluto a completare la tripletta per la casa milanese.

## Classifica finale
| Pos | Classe | N° | Squadra                          | Piloti                                  | Vettura                      | Motore                  | Giri |
| --- | ------ | -- | -------------------------------- | --------------------------------------- | ---------------------------- | ----------------------- | ---- |
| 1   | S 5.0  | 9  | J.W. Automotive Engineering Ltd. | Pedro Rodríguez Lucien Bianchi          | Ford GT40 Mk. I              | Ford 4.9L V8            | 331  |
| 2   | P 3.0  | 66 | Squadra Tartaruga                | Rico Steinemann Dieter Spoerry          | Porsche 907L                 | Porsche 2.2L Flat-8     | 326  |
| 3   | P 3.0  | 33 | Porsche System Engineering       | Jochen Neerpasch Rolf Stommelen         | Porsche 908                  | Porsche 3.0L Flat-8     | 325  |
| 4   | P 2.0  | 39 | Autodelta SpA                    | Ignazio Giunti Nanni Galli              | Alfa Romeo Tipo 33/2         | Alfa Romeo 2.0L V8      | 322  |
| 5   | P 2.0  | 38 | Autodelta SpA                    | Carlo Facetti Spartaco Dini             | Alfa Romeo Tipo 33/2         | Alfa Romeo 2.0L V8      | 315  |
| 6   | P 2.0  | 40 | Autodelta SpA                    | Mario Casoni Giampiero Biscaldi         | Alfa Romeo Tipo 33/2         | Alfa Romeo 2.0L V8      | 305  |
| 7   | S 5.0  | 21 | David Piper Racing               | David Piper Richard Attwood             | Ferrari 250 LM               | Ferrari 3.3L V12        | 302  |
| 8   | P 3.0  | 30 | Société des Automobiles Alpine   | André de Cortanze Jean Vinatier         | Alpine A220                  | Renault-Gordini 3.0L V8 | 297  |
| 9   | P 2.0  | 57 | Écurie Savin-Calberson           | Alain LeGuellec Alain Serpaggi          | Alpine A210                  | Renault-Gordini 1.5L I4 | 289  |
| 10  | P 1.3  | 52 | Société des Automobiles Alpine   | Jean-Luc Thérier Bernard Tramont        | Alpine A210                  | Renault-Gordini 1.3L I4 | 288  |
| 11  | P 1.3  | 53 | Trophée Le Mans                  | Christian Ethuin Bob Wollek             | Alpine A210                  | Renault-Gordini 1.3L I4 | 282  |
| 12  | GT 2.0 | 43 | Jean-Pierre Gaban                | Jean-Pierre Gaban Roger van der Schrick | Porsche 911T                 | Porsche 2.0L Flat-6     | 281  |
| 13  | GT 2.0 | 64 | Claude Laurent                   | Claude Laurent Jean-Claude Ogier        | Porsche 911T                 | Porsche 2.0L Flat-6     | 276  |
| 14  | P 1.3  | 55 | Société des Automobiles Alpine   | Jean-Pierre Nicolas Jean-Claude Andruet | Alpine A210                  | Renault-Gordini 1.0L I4 | 272  |
| 15  | P 1.3  | 50 | Donald Healey Motor Company      | Roger Enever Alec Poole                 | Austin-Healey Sprite Le Mans | BMC 1.3L I4             | 255  |
| 16  | P 2.0  | 46 | Écurie Fiat-Abarth France        | Marcel Martin Jean Mésange              | Fiat Dino                    | Ferrari 2.0L V6         | 253  |

### Non classificati
Poiché non hanno coperto il 70% della distanza del vincitore (231 giri)
| Pos | Classe | N° | Squadra         | Piloti                                             | Vettura     | Motore                  | Giri |
| --- | ------ | -- | --------------- | -------------------------------------------------- | ----------- | ----------------------- | ---- |
| 17  | GT 1.3 | 61 | Écurie Léopard  | Jacques Bourdon Maurice Nussbaumer Michel Pouteaux | Alpine A110 | Renault-Gordini 1.3L I4 | 215  |
| 18  | GT 1.3 | 51 | Bernard Collomb | Bernard Collomb Francois Lacarreau                 | Alpine A110 | Renault-Gordini 1.3L I4 | 167  |

### Ritirati
| Pos | Classe  | N° | Squadra                           | Piloti                                        | Vettura               | Motore                   | Giri |
| --- | ------- | -- | --------------------------------- | --------------------------------------------- | --------------------- | ------------------------ | ---- |
| 19  | P 3.0   | 24 | Équipe Matra Sports               | Johnny Servoz-Gavin Henri Pescarolo           | Matra MS630           | Matra 3.0L V12           | 283  |
| 20  | P 3.0   | 27 | Écurie Savin-Calberson            | Mauro Bianchi Patrick Depailler               | Alpine A220           | Renault-Gordini 3.0L V8  | 257  |
| 21  | P 2.0   | 45 | Jean-Pierre Hanrioud              | Jean-Pierre Hanrioud André Wicky              | Porsche 910           | Porsche 2.0L Flat-6      | 248  |
| 22  | GT 2.0  | 44 | Auguste Veuillet                  | Guy Chasseuil Claude Ballot-Léna              | Porsche 911T          | Porsche 2.0L Flat-6      | 224  |
| 23  | S 5.0   | 20 | Scuderia Filipinetti              | Herbert Müller Johnathon Williams             | Ferrari 250 LM        | Ferrari 3.3L V12         | 212  |
| 24  | S 5.0   | 14 | North American Racing Team (NART) | Masten Gregory Charlie Kolb                   | Ferrari 250 LM        | Ferrari 3.3L V12         | 209  |
| 25  | S 2.0   | 42 | Christian Poirot                  | Christian Poirot Pierre Maublanc              | Porsche 906 Carrera 6 | Porsche 2.0L Flat-6      | 202  |
| 26  | P 3.0   | 29 | Société des Automobiles Alpine    | Jean Guichet Jean-Pierre Jabouille            | Alpine A220           | Renault-Gordini 3.0L V8  | 185  |
| 27  | GT +2.0 | 4  | Scuderia Filipinetti              | Jean-Michel Giorgi Sylvain Garant             | Chevrolet Corvette    | Chevrolet 7.0L V8        | 157  |
| 28  | P 2.0   | 41 | Autodelta SpA                     | Nino Vaccarella Giancarlo Baghetti            | Alfa Romeo T33/2      | Alfa Romeo 2.0L V8       | 150  |
| 29  | P 3.0   | 35 | Alex Soler-Roig Squadra Tartaruga | Alex Soler-Roig Rudi Lins                     | Porsche 907/8         | Porsche 2.2L Flat-8      | 145  |
| 30  | S 5.0   | 6  | Jackie Epstein                    | Jackie Epstein Edward Nelson                  | Lola T70 Mk. III      | Chevrolet 5.0L V8        | 143  |
| 31  | S 5.0   | 12 | Strathaven Limited                | Mike Salmon Eric Liddell                      | Ford GT40 Mk. I       | Ford 4.7L V8             | 131  |
| 32  | P 3.0   | 34 | Porsche System Engineering        | Joe Buzzetta Scooter Patrick                  | Porsche 908           | Porsche 3.0L Flat-8      | 115  |
| 33  | P 3.0   | 32 | Porsche System Engineering        | Gerhard Mitter Vic Elford                     | Porsche 908           | Porsche 3.0L Flat-8      | 111  |
| 34  | S 5.0   | 10 | J.W. Automotive Engineering Ltd.  | Paul Hawkins David Hobbs                      | Ford GT40 Mk. I       | Ford 4.9L V8             | 107  |
| 35  | P 2.0   | 37 | Racing Team VDS                   | Teddy Pilette Rob Slotemaker                  | Alfa Romeo T33/2      | Alfa Romeo 2.0L V8       | 104  |
| 36  | P 3.0   | 67 | Philippe Farjon                   | Robert Buchet Herbert Linge                   | Porsche 907/8         | Porsche 2.2L Flat-8      | 102  |
| 37  | S 5.0   | 19 | Paul Vestey                       | Paul Vestey Roy Pike                          | Ferrari 250 LM        | Ferrari 3.3L V12         | 99   |
| 38  | P 3.0   | 22 | Howmet Corporation                | Richard Thompson Ray Heppenstal               | Howmet TX             | Continental 3.0L Turbine | 84   |
| 39  | GT +2.0 | 17 | Scuderia Filipinetti              | Jacques Rey Claude Haldi                      | Ferrari 275 GTB/C     | Ferrari 3.3L V12         | 78   |
| 40  | P 1.3   | 56 | Société des Automobiles Alpine    | Jean-Louis Marnat Jean-Francois Gerbault      | Alpine A210           | Renault-Gordini 1.0L I4  | 71   |
| 41  | P 3.0   | 23 | Howmet Corporation                | Bob Tullius Hugh Dibley                       | Howmet TX             | Continental 3.0L Turbine | 60   |
| 42  | P 3.0   | 28 | Société des Automobiles Alpine    | Henri Grandsire Gérard Larrousse              | Alpine A220           | Renault-Gordini 3.0L V8  | 59   |
| 43  | P 3.0   | 31 | Porsche System Engineering        | Jo Siffert Hans Herrmann                      | Porsche 908           | Porsche 3.0L Flat-8      | 59   |
| 44  | P 2.0   | 36 | North American Racing Team (NART) | Francois Chevalier Bernard Lagier de Giuseppe | Ferrari Dino 206S     | Ferrari 2.0L V6          | 54   |
| 45  | GT +2.0 | 3  | Scuderia Filipinetti              | Umberto Maglioli Henri Greder                 | Chevrolet Corvette    | Chevrolet 7.0L V8        | 53   |
| 46  | S 5.0   | 7  | Sportscars Unlimited              | Ulf Norinder Sten Axelsson                    | Lola T70 Mk. III      | Chevrolet 5.0L V8        | 47   |
| 47  | P 2.0   | 49 | Chris J. Lawrence                 | Chris Lawrence John Wingfield                 | Deep Sanderson 302    | Ford 1.6L I4             | 35   |
| 48  | GT 2.0  | 60 | Wicky Racing Team                 | Willy Meier Jean de Mortemart                 | Porsche 911T          | Porsche 2.0L Flat-6      | 30   |
| 49  | P 3.0   | 25 | John Woolfe Racing                | John Woolfe Digby Martland                    | Chevron B12           | Repco 3.0L V8            | 27   |
| 50  | P 2.0   | 47 | Donald Healey Motor Company       | Clive Baker Andrew Hedges                     | Healey SR             | Coventry Climax 2.0L V8  | 20   |
| 51  | S 5.0   | 11 | J.W. Automotive Engineering Ltd.  | Brian Muir Jackie Oliver                      | Ford GT40 Mk. I       | Ford 4.9L V8             | 15   |
| 52  | P 2.0   | 65 | Racing Team VDS                   | Serge Trosch Karl von Wendt                   | Alfa Romeo T33/2      | Alfa Romeo 2.0L V8       | 7    |
| 53  | P 1.3   | 54 | André Moynet                      | Max Jean René Ligonnet                        | Moynet XS             | SIMCA 1.2L I4            | 6    |
| 54  | S 5.0   | 8  | Claude Dubois                     | Willy Mairesse Jean Blaton                    | Ford GT40 Mk. I       | Ford 4.7L V8             | 0    |

## Statistiche
- Pole Position - numero 31 Porsche System Engineering - 3:35.40
- Giro più veloce - numero 33 Porsche System Engineering - 3:38.10
- Distanza - 4452.88 km
- Velocità media - 185.536 km/h

## Vincitori dei Trofei
- Indice di Prestazione - numero 55 Société des Automobiles Alpine
- Index of Thermal Efficiency - numero 52 Société des Automobiles Alpine